# Centropogon marmoratus
Centropogon marmoratus är en fiskart som beskrevs av Günther 1862. Centropogon marmoratus ingår i släktet Centropogon och familjen Tetrarogidae. Inga underarter finns listade i Catalogue of Life.